# Xã Mound, Quận Phillips, Kansas
Xã Mound (tiếng Anh: Mound Township) là một xã thuộc quận Phillips, tiểu bang Kansas, Hoa Kỳ. Năm 2010, dân số của xã này là 144 người.